# Joan Sims
Joan Sims, właśc. Irene Joan Marion Sims (ur. 9 maja 1930 w Laindon, zm. 28 czerwca 2001 w Londynie) – brytyjska aktorka, znana przede wszystkim z ról komediowych, zwłaszcza w filmach z popularnego cyklu Cała naprzód.

## Kariera zawodowa
O aktorstwie marzyła od dziecka. Jako mała dziewczynka wystawiała jednoosobowe przedstawienia dla podróżnych oczekujących na stacji kolejowej, której kierownikiem był jej ojciec. Jako nastolatka była już dość znana w środowisku teatru amatorskiego w swym rodzinnym hrabstwie Essex. Kilkakrotnie próbowała dostać się do słynnej Royal Academy of Dramatic Art w Londynie (RADA), lecz początkowo nie była w stanie przejść rygorystycznej selekcji. Podjęła naukę w specjalnej szkole przygotowawczej dla przyszłych studentów RADA i ostatecznie została przyjęta na swą wymarzoną uczelnię za czwartym razem. Dyplom aktorski uzyskała w 1950, mając zaledwie 19 lat.
Przez pierwsze lata swojej kariery Sims grywała sporo w teatrze, lecz nie ukrywała, iż znacznie lepiej czuje się jako aktorka filmowa. Od 1954 występowała regularnie w komediach z cyklu Doctor. Tam wypatrzył ją producent Peter Rogers, który zaprosił ją do własnej serii komedii, znanych jako Cała naprzód (Carry On). Pierwszą produkcją tego cyklu z jej udziałem było Siostro do dzieła, później pojawiła się jeszcze w 23 obrazach z tej serii.
Po zakończeniu cyklu w 1978 głównym polem jej aktywności zawodowej stała się telewizja. Grała głównie w sitcomach, m.in. Till Death Us Do Part, On the Up, As Time Goes By, Only Fools and Horses, Jedną nogą w grobie czy The Goodies. Oprócz tego wystąpiła w jednej z odsłon serialu science-fiction Doktor Who oraz w kryminalnej Miss Marple.

## Życie prywatne
Sims nigdy nie wyszła za mąż. Kenneth Williams, który był obok niej jedną z gwiazd cyklu Carry On, a prywatnie ukrywał swój homoseksualizm, zaproponował jej zawarcie małżeństwa mającego uciszyć plotki, ale Sims odmówiła. Według jej własnych wspomnień oraz ustaleń biografów, była heteroseksualna, lecz nigdy nie znalazła mężczyzny, którego uznałaby za miłość swojego życia, nie chciała też mieć dzieci.
Pod koniec życia zmagała się z depresją, którą próbowała zagłuszać alkoholem, co wpędziło ją w uzależnienie. Zmarła w połowie 2001 roku, po ponad pół roku pobytu w szpitalu. Według aktu zgonu, na przyczynę jej śmierci złożyło się kilka czynników, m.in. niewydolność wątroby, choroba uchyłkowa jelit, a także niedrożność dróg oddechowych. Jej ciało zostało poddane kremacji, a prochy rozrzucone na specjalnym polu w pobliżu krematorium w Londynie.